# Saint-Clément-sur-Valsonne
Saint-Clément-sur-Valsonne is een gemeente in het Franse departement Rhône (regio Auvergne-Rhône-Alpes) en telt 648 inwoners (2005). De plaats maakt deel uit van het arrondissement Villefranche-sur-Saône.

## Geografie
De oppervlakte van Saint-Clément-sur-Valsonne bedraagt 14,6 km², de bevolkingsdichtheid is 44,4 inwoners per km².
De onderstaande kaart toont de ligging van Saint-Clément-sur-Valsonne met de belangrijkste infrastructuur en aangrenzende gemeenten.

## Demografie
Onderstaande figuur toont het verloop van het inwonertal (bron: INSEE-tellingen).